# Slowenische Bischofskonferenz

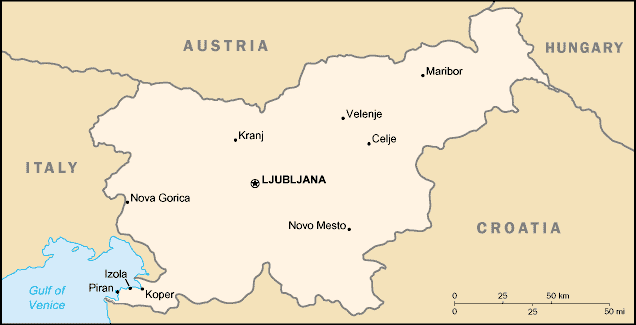
Slowenien

Die Slowenische Bischofskonferenz (slowenisch Slovenska škofovska konferenca (SŠK)) ist die zentrale Versammlung der katholischen Bischöfe in Slowenien. Die Bischofskonferenz hat 1993 die Nachfolge der damaligen Bischofskonferenz in Jugoslawien übernommen und hat ihren Hauptsitz in Ljubljana. Sie ist Mitglied in den beiden bischöflichen europäischen Organisationen (CCEE und COMECE).
Ihr Präsident ist seit Herbst 2022 Andrej Saje, Bischof von Novo mesto.